# St Boswells
St Boswells är en ort i Storbritannien.   Den ligger i kommunen Scottish Borders och riksdelen Skottland, i den centrala delen av landet, 500 km norr om huvudstaden London. St Boswells ligger 96 meter över havet och antalet invånare är 1 062.
Terrängen runt St Boswells är platt åt sydost, men åt nordväst är den kuperad. Runt St Boswells är det ganska glesbefolkat, med 42 invånare per kvadratkilometer. Närmaste större samhälle är Galashiels, 11,2 km väster om St Boswells. Trakten runt St Boswells består till största delen av jordbruksmark.